# Han (Tintigny)
Pour les articles homonymes, voir Han.
Ne doit pas être confondu avec Han-sur-Lesse.
Han est un hameau du village de Tintigny, dans la vallée de la Semois, en province de Luxembourg (Belgique). Administrativement il fait partie de la commune belge de Tintigny, situé en Région wallonne.
Géographiquement situé en Gaume le hameau comptait 53 habitants en 2004.